# Lahoot Lamakan
Lahoot Lamakan (en urdu: لاہوت لا مکاں) es una cueva sagrada situada en la  región del Baluchistán, Pakistán.

## Santuario
Tuhfat al-Kiram, una crónica de los sufíes en Sindh escrita por Mir Ali Sher Qaune Thattvi (aproximadamente a mediados del siglo XVIII) cuenta que un tal Bilawal Shah Noorani proveniente de Thatta se vio afectado por un frenesí divino y tuvo que abandonar la ciudad a finales del siglo XV durante el reinado de Jam Nizamuddin II. Se aventuró al oeste de Thatta y terminó en el valle, usurpando los huertos de un tal Gokal Seth.
El sitio atrae a miles de peregrinos musulmanes chiitas cada año, que realizan una peregrinación de quince días al valle, comenzando en el santuario de Lal Shahbaz Qalandar, en Sehwan, deteniéndose en pequeños santuarios en el camino. Sin embargo, el objeto principal de veneración no es Shah Noorani sino Alí, un primo de Mahoma y el primer imamah chiita. Se dice que una huella es la de Ali, dejada mientras se desmontaba de su caballo para luchar contra "Gokul Deo"; otra huella se atribuye al casco de su caballo. También hay una cueva donde Shah Noorani supuestamente pasó sus últimos días; dentro hay una piedra que se dice que es la imagen del camello de Alí.